# Пам'ятник Незалежності (Харків)
Пам'ятник Незалежності «Україна, що летить» — пам'ятник, встановлений на честь проголошення Незалежності України 24 серпня 1991 року у місті Харкові на майдані Конституції. Був урочисто відкритий 22 серпня 2012 року напередодні 21-ї річниці Незалежності держави та Дня міста Харкова (святкується 23 серпня).

## Історія
Конкурс на найкращий ескізний проект пам'ятника Незалежності на майдані Конституції оголосили 27 квітня 2011 року. Через два місяці переможцем конкурсу журі визнало макет «Україна, що летить» — роботу харківських скульпторів Олександра Рідного та Ганни Іванової. Усього в конкурсі взяли участь 10 проектів дев'яти команд скульпторів. Це вже другий монумент, присвячений проголошенню Незалежності України в Харкові. Перший монумент Незалежності було встановлено в 2001 році на площі Рози Люксембург і планувався як тимчасовий, його було демонтовано 2012 року.
Встановлення нового монументу було складовою плану по реконструкції майдану Конституції. Його встановили на місці монументу на честь проголошення Радянської влади в Україні, який було демонтовано у вересні 2011 року.
Церемонія відкриття відбулася 22 серпня 2012 року. Пам'ятник відкривав Президент України Віктор Янукович. На відкритті грав симфонічний оркестр Харківської філармонії.

## Опис
Монумент є постаментом строгої геометричної форми з облицюванням із гранітних плит сірого кольору, на якому встановлена бронзова фігура давньогрецької богині перемоги Ніки на кулі. Фігура богині та куля виконані з бронзи. Висота фігури — близько 6 м, кулі — близько 2,5 м, постаменту — 8 м. Загальна висота монумента становить 16,5 м.

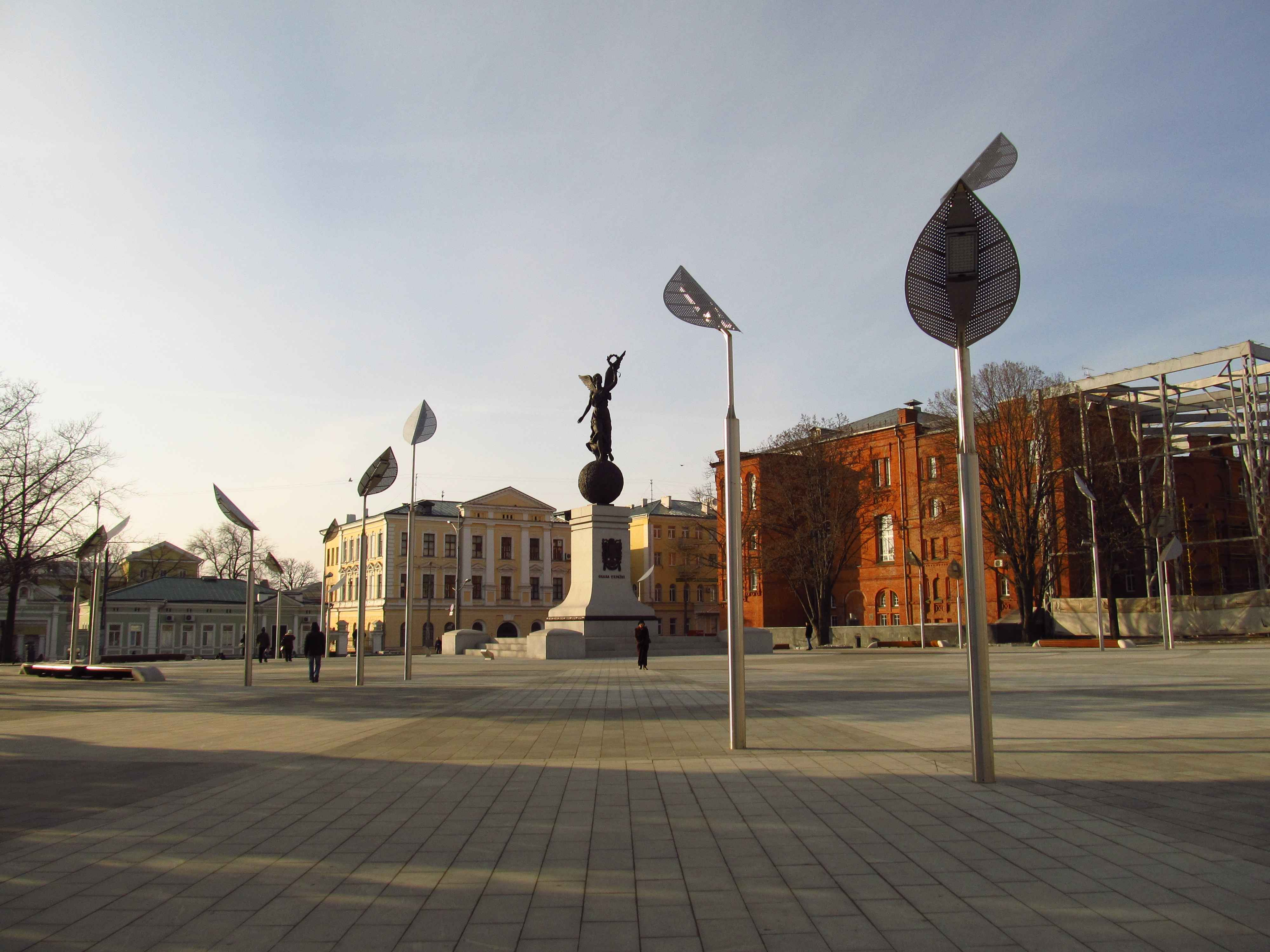
Загальний план на пам'ятник
Ніка, яка тримає вінок
Обличчя Ніки
Куля, на якій стоїть Ніка
Напис і герб на постаменті

## Звинувачення у плагіаті
Авторів монумента звинувачують в плагіаті, адже пам'ятник дуже схожий на монумент «Свобода» в Бішкеку, Киргизстан (див. [Архівовано 14 вересня 2021 у Wayback Machine.]). Автори ці звинувачення відкидають, аргументуючи тим, що це «дуже типова композиція».